# Tephrolamia borbonica
Tephrolamia borbonica är en skalbaggsart som beskrevs av Leon Fairmaire 1901. Tephrolamia borbonica ingår i släktet Tephrolamia och familjen långhorningar. Inga underarter finns listade i Catalogue of Life.